# Aguascalientes
Aguascalientes é a capital do Estado de mesmo nome, no México. Localiza-se no centro do país. Foi fundada em 22 de Outubro de 1575 e elevada ao estatuto de cidade em 1816. De acordo com dados de 2005, esta é a 14° mais importante do México. Aguascalientes é uma cidade dinâmica e próspera. É famosa por seus tecidos e pela feira nacional San Marcos Feira Nacional, como também na área das touradas, a ponto de ter uma acadêmia de touradas a Academia da Cidade.

## Nome
A cidade e o estado de Aguascalientes são nomeados por conta da  existência de águas termais que em séculos anteriores fluíam naturalmente, e que hoje devido ao consumo humano apenas existem. A existência de banhos termais originou utilidade da população, tais como casas de banho Antique de Ojo Caliente e Arquitos Los Angeles.
Não existe uma grande certeza de onde vem a água quente, mas muitos acreditam que é por conta das atividades vulcânicas ou da parte norte do estado de Michoacán, ambas não são totalmente aceitas porque Aguascalientes está em uma maior altitude acima do nível do mar nos estados do sul da região Bajío.
Desde o final do século XX, a água é bombeada de tanques de mais de 400 metros de profundidade, mas mantém a sua temperatura característica é tão quente em algumas áreas que o concessionário local coloca em tanques enormes para a necessidade de que esfrie, porque as temperaturas elevadas destroem as tubulações  e torná perigoso para os usuários.
Outra característica da água na região é a sua carga de minério, que contém quantidades relativamente altas de sais e flúor.

## População
Segundo o Censo Segunda da População e Habitação de 2005, a cidade de Aguascalientes tinha 663 679 habitantes. Formada pela cidade de Aguascalientes e os locais de Pocitos e Maria de Jesus, havia naquele ano com 704 210 habitantes. Além disso, sua área metropolitana é composta pelos municípios de Aguascalientes, Maria Jesus e São Francisco de los Romo, e nela habitam cerca de 1 milhão de habitantes, tornando a área mais populosa a e 14° zona metropolitana do país. A população da cidade constituem cerca de 80% da população total do Estado. A língua predominante é o espanhol, com praticamente 100% da população.

## Religião
A maioria da população professa a religião Católica, mas há outro tipo de fé protestante, que se apresenta na comunidade de A Igreja de Jesus Cristo dos Santos dos Últimos Dias, os Testemunhas de Jeová. Os únicos não-cristãos praticados na cidade são a importante comunidade japonesa, embora atualmente não haja nenhum templo budista ou xintoísta no estado.

## Clima
A cidade fica ao sul do Trópico de Câncer e a uma altitude de 1 880 m, a sua temperatura média anual é de 18 °C. O mês mais quente é junho e o mais frio é janeiro. A oscilação de temperatura não era superior a 10 °C, embora nos últimos anos, as temperaturas oscilaram em um único dia, até 18 °C. Embora estes meses se registra temperaturas de 37 °C e -4 °C. O clima na cidade (como em todo o vale de Aguascalientes) é estepe ou ligeiramente continental, a precipitação média anual é de 500 mm e a estação chuvosa é o verão que começa no final de junho e termina no final de setembro.
| Dados climatológicos para Aguascalientes          | Dados climatológicos para Aguascalientes | Dados climatológicos para Aguascalientes | Dados climatológicos para Aguascalientes | Dados climatológicos para Aguascalientes | Dados climatológicos para Aguascalientes | Dados climatológicos para Aguascalientes | Dados climatológicos para Aguascalientes | Dados climatológicos para Aguascalientes | Dados climatológicos para Aguascalientes | Dados climatológicos para Aguascalientes | Dados climatológicos para Aguascalientes | Dados climatológicos para Aguascalientes | Dados climatológicos para Aguascalientes |
| Mês                                               | Jan                                      | Fev                                      | Mar                                      | Abr                                      | Mai                                      | Jun                                      | Jul                                      | Ago                                      | Set                                      | Out                                      | Nov                                      | Dez                                      | Ano                                      |
| ------------------------------------------------- | ---------------------------------------- | ---------------------------------------- | ---------------------------------------- | ---------------------------------------- | ---------------------------------------- | ---------------------------------------- | ---------------------------------------- | ---------------------------------------- | ---------------------------------------- | ---------------------------------------- | ---------------------------------------- | ---------------------------------------- | ---------------------------------------- |
| Temperatura máxima recorde (°C)                   | 29                                       | 30                                       | 32                                       | 36                                       | 37                                       | 36                                       | 34                                       | 32                                       | 32                                       | 31                                       | 30                                       | 29                                       | 33                                       |
| Temperatura máxima média (°C)                     | 24                                       | 27                                       | 29                                       | 31                                       | 34                                       | 32                                       | 29                                       | 30                                       | 28                                       | 27                                       | 27                                       | 25                                       | 26                                       |
| Temperatura mínima média (°C)                     | 1                                        | 2                                        | 5                                        | 5                                        | 10                                       | 12                                       | 12                                       | 11                                       | 11                                       | 8                                        | 4                                        | 1                                        | 10                                       |
| Temperatura mínima recorde (°C)                   | −4                                       | −4                                       | −1                                       | 1                                        | 4                                        | 6                                        | 8                                        | 9                                        | 5                                        | 2                                        | −3                                       | −5                                       | 5                                        |
| Precipitação (mm)                                 | 15                                       | 4                                        | 1                                        | 6                                        | 19                                       | 69                                       | 115                                      | 115                                      | 76                                       | 31                                       | 8                                        | 10                                       | 457                                      |
| Fonte: Servicio Meteorológico Nacional 06/04/2010 |                                          |                                          |                                          |                                          |                                          |                                          |                                          |                                          |                                          |                                          |                                          |                                          |                                          |

## Hidrografia e topografia
Como a cidade de Aguascalientes e o estado estão localizados no Planalto Mexicano ao longo dos estados de Guanajuato, Querétaro e parte do Zacatecas, Jalisco, e Michoacán, a precipitação é escassa e são abundantes ao sul, os rios são escassos. O rio San Pedro, e o Rio Aguascalientes rodeiam a cidade através do norte, depois seguem para o oeste para fugir no sudoeste, que ligam para o leste (agora todo encanado) e do fluxo de Cedazo e Pirules, o primeiro corre por debaido da avenida  Adolfo López Mateos até encontrar o Rio San Pedro, que por sua vez é um afluente do Rio Santiago.

## INEGI

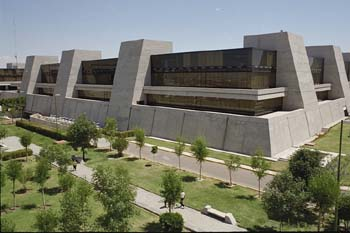
Edifício Sede do INEGI em Aguascalientes

A sede do Instituto Nacional de Estatística, Geografia e Informática está localizado ao sul da cidade de Aguascalientes. Este local foi escolhido na anos 80, devido à baixa probabilidade e impacto dos desastres naturais como os (terremotos, furacões, etc.) que são comuns no México. E para a estimativa de baixa perigo em caso de um ataque armado ao país.

## Economia e serviços
A cidade tem 2 grandes parques industriais:
- "Cidade Industrial" no sul da Cidade na rodovia Federal 45;
- "Parque Industrial del Valle de Aguascalientes (PIVA)" que está localizado entre os municípios de Aguascalientes e São Francisco de los Romo.

Eles são estabelecidos químicos, e principalmente as peças.
A cidade estabeleceu duas grandes empresas internacionais, a montadora japonesa Nissan, e a companhia americana de componentes eletrônicos Texas Instruments, além de algumas outras empresas que fornecem insumos para estas duas empresas.
Na cidade existe uma cultura ampla da indústria têxtil, que agora diminuiu um pouco, ainda existem grandes grupos nacionais estabelecidas na cidade e muitas facilidades para os empresários locais e os fabricantes de roupa. Exemplos disto são abrigados na cidade, localizados principalmente na rua Neto no centro e ruas adjacentes.

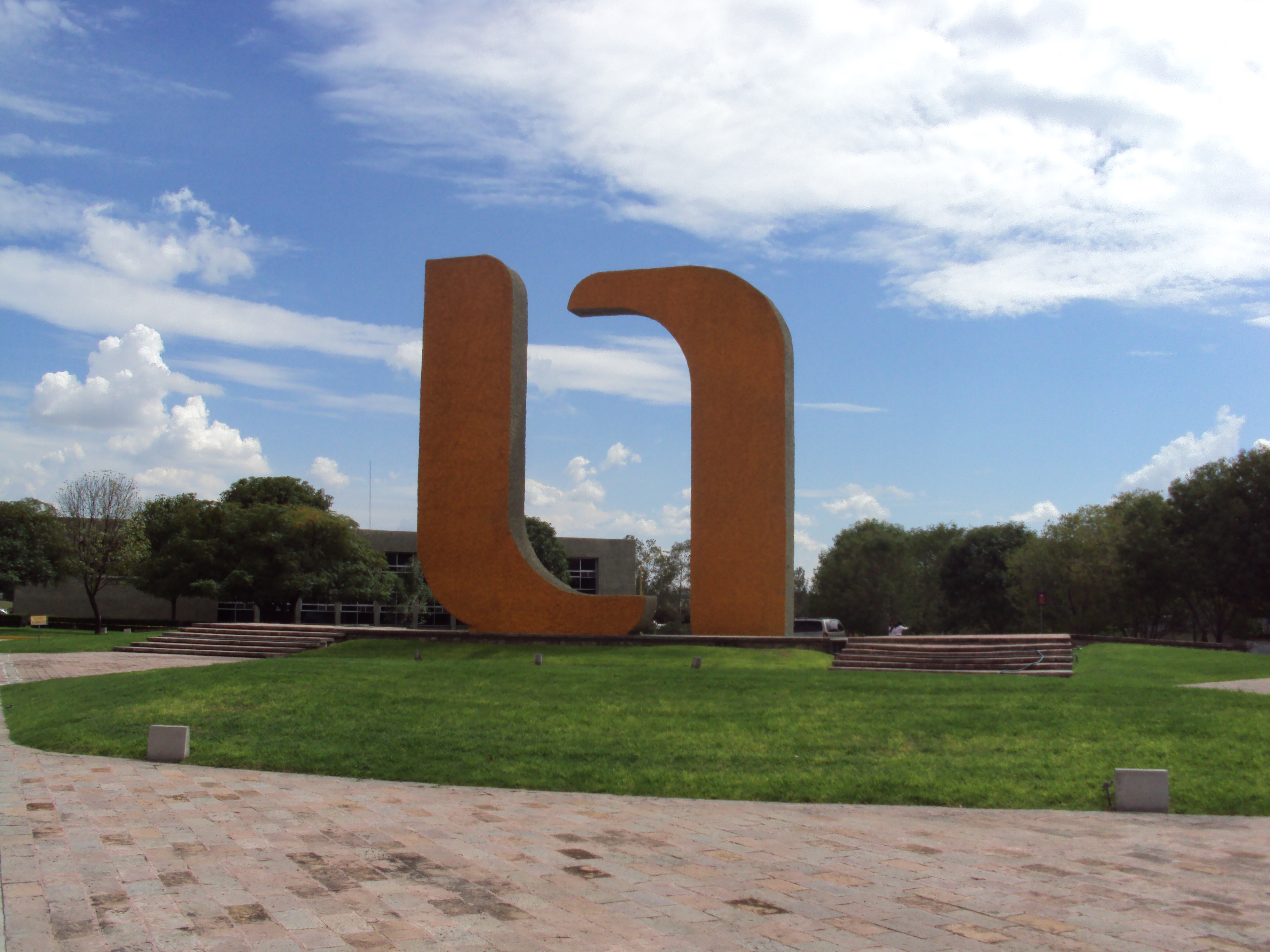
Universidad Autónoma de Aguascalientes

As principais ruas comerciais da cidade incluem a Avenida Adolfo López Mateos, na qual existem várias lojas e escritórios onde os profissionais locais oferecem os seus serviços, também são importantes escritórios de seguros e bancos, na rua Francisco I. Madero onde o comércio é exercido e escritórios de profissionais locais. Fora do centro da cidade há duas avenidas onde se concentram muitos escritórios de serviços, é uma avenida de Las Américas, onde se estabelecem alguns bancos e escritórios de seguros e alguns escritórios de Associações Profissionais, outra é a avenida Aguascalientes ao norte entre o Boulevard Zacatecas e Universidad Autónoma de Aguascalientes, onde fica prédio da unidade de Medicina. Os edifícios Torreplaza Bosque, (os maiores edifícios de negócios na cidade no momento), onde estabeleceram uma cadeia de lojas de departamento e restaurantes no país, duas grandes empresas de contabilidade pública mundial e uma das maiores distribuidoras de grupo automóvel japonês estabeleceu na cidade.
Ao longo da avenida é o edifício Alfa, onde as instalações são da quarta maior empresa de contadores públicos, também nesta mesma avenida foi criada a maior empresa mundial de contadores, uma colocada a nível mundial e consultores comerciais diversos, locação financeira e de seguros.
Quanto à gastronomia, há restaurantes que servem cozinha internacional de países como Uruguai, Argentina, Brasil, Itália, China e Japão, bem como uma variedade de restaurantes de comida mexicana.

## Cultura

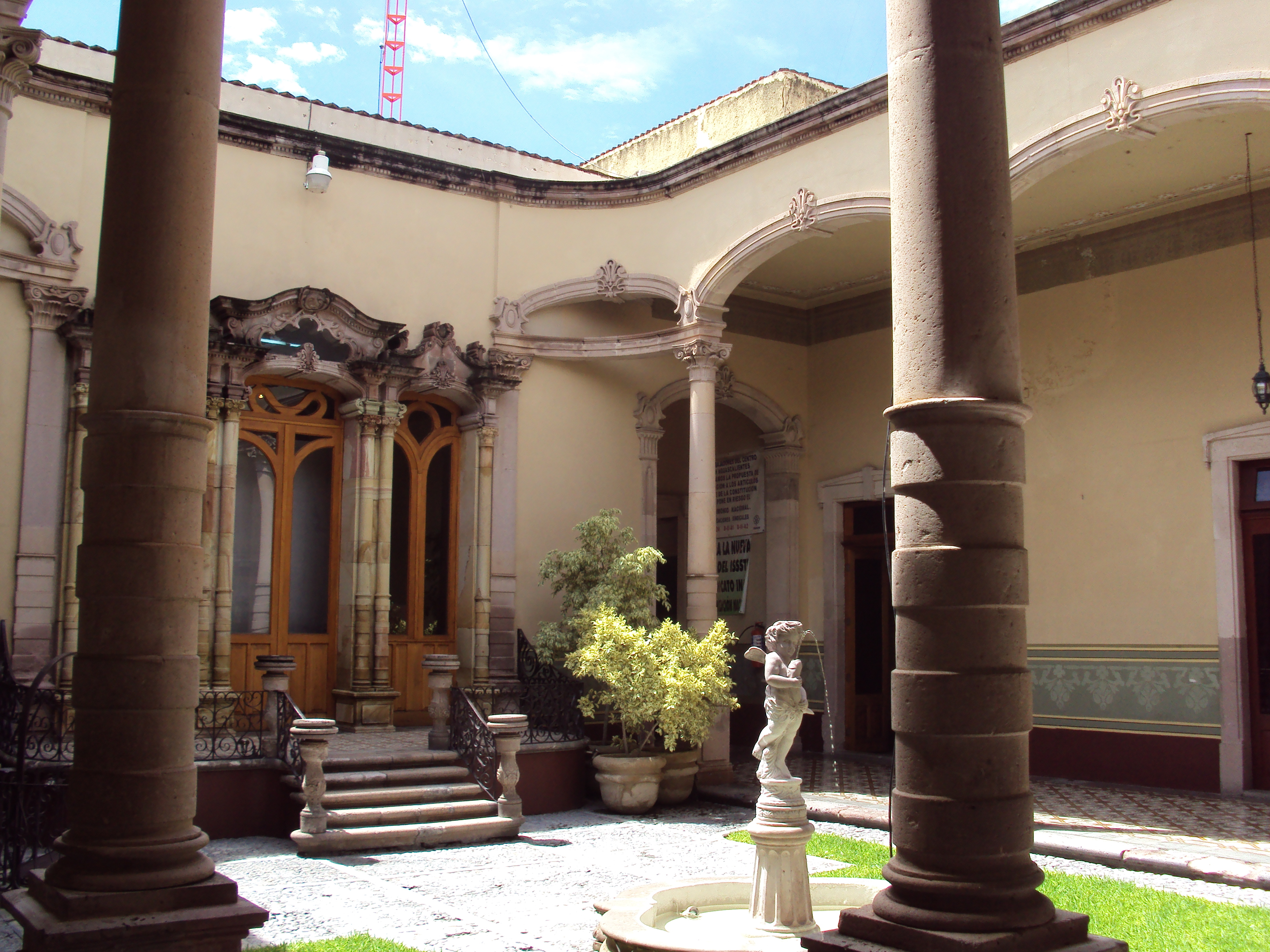
Museo Regional de Antropología e Historia de Aguascalientes

Aguascalientes organiza o maior festival realizado no México, a Feira de San Marcos, que tem a partir de meados de abril ao início de Maio. A celebração foi realizada inicialmente na igreja de San Marcos, e o seu magnífico jardim neoclássico desde então, tem se expandido para cobrir uma área enorme de espaços de exposição, praças, boates, teatros, estádios de desempenho, parques temáticos, hotéis, centros de convenções, e outras atrações. Ela atrai cerca de 7 milhões de visitantes todos os anos para Aguascalientes.
A parte antiga da cidade gira em torno dos quatro bairros originais do centro da cidade que se expandiu. O edifício mais notável aqui é em estilo barroco do Palácio do Governo, que data de 1664 e foi construído em pedra vulcânica vermelha, é conhecida por seus cem arcos. A Catedral Barroca iniciada em 1575, é o edifício mais antigo da cidade. A coluna de altura no centro das principais datas dos tempos coloniais, que detinha uma estátua de um vice-rei da Espanha, que foi quando o país ganhou a independência, a escultura atual de seu cume comemora a independência do México.

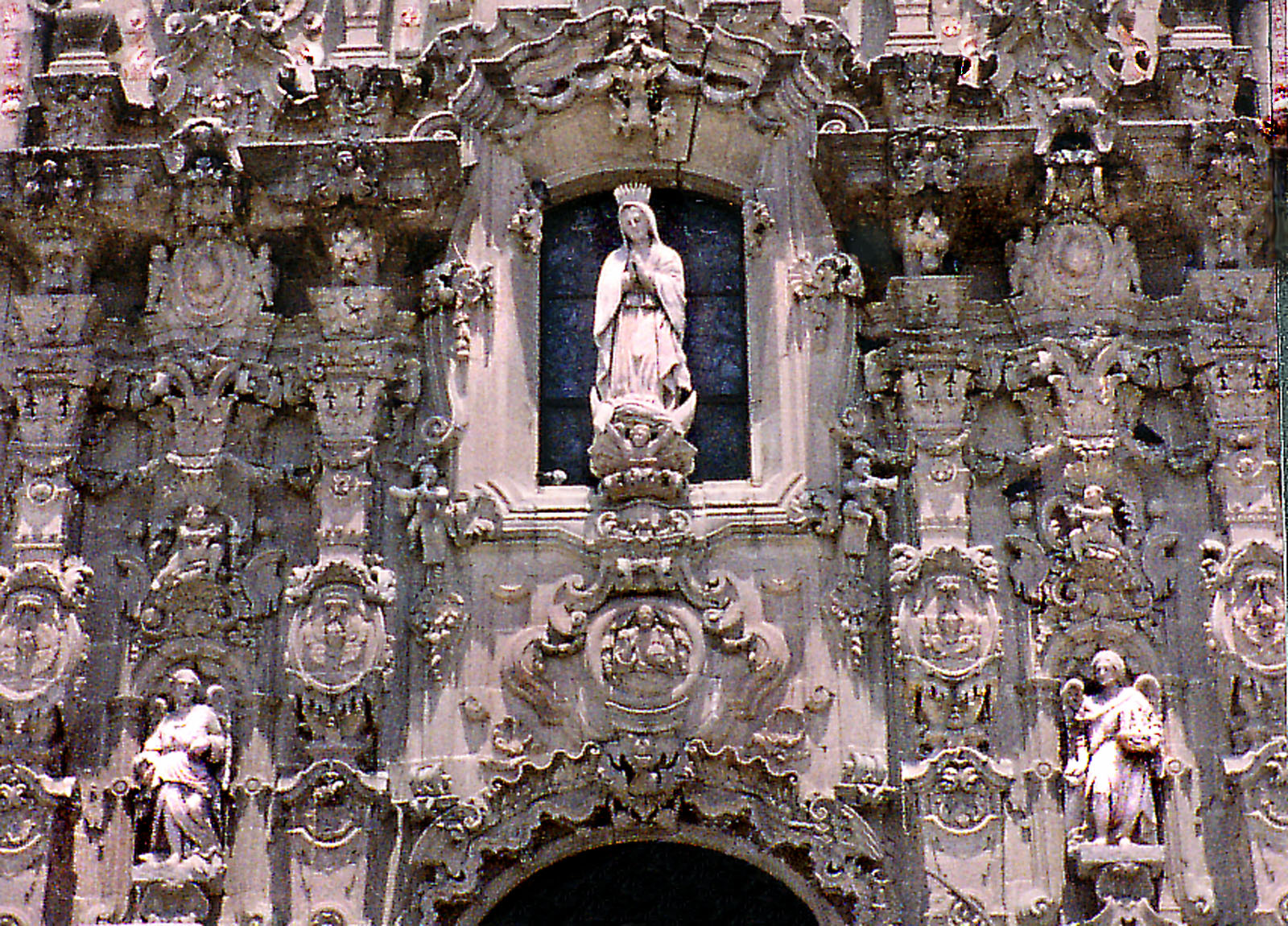
A extraordinária fachada barroca da Igreja Guadalupe

O centro histórico de Aguascalientes é o lar de diversos museus, incluindo o Museu de Aguascalientes, museu de arte da cidade, num edifício de estilo clássico, desenhado pelo arquiteto Refugio Reyes; o Museo Guadalupe Posada, localizado na histórica de Triana, exibe a vida e obra de José Guadalupe Posada, e do Museu de História do Estado, que está alojado em elegantes colunas de uma Art Nouveau mansão típica do período com porfiriano, com um e pátio ornamentado e sala de jantar com motivos vegetais em estilo mediterrâneo, com uma fachada Academismo francês, e do interior e uma arcada de pedra rosa característico ecletismo da época porfiriana no México.

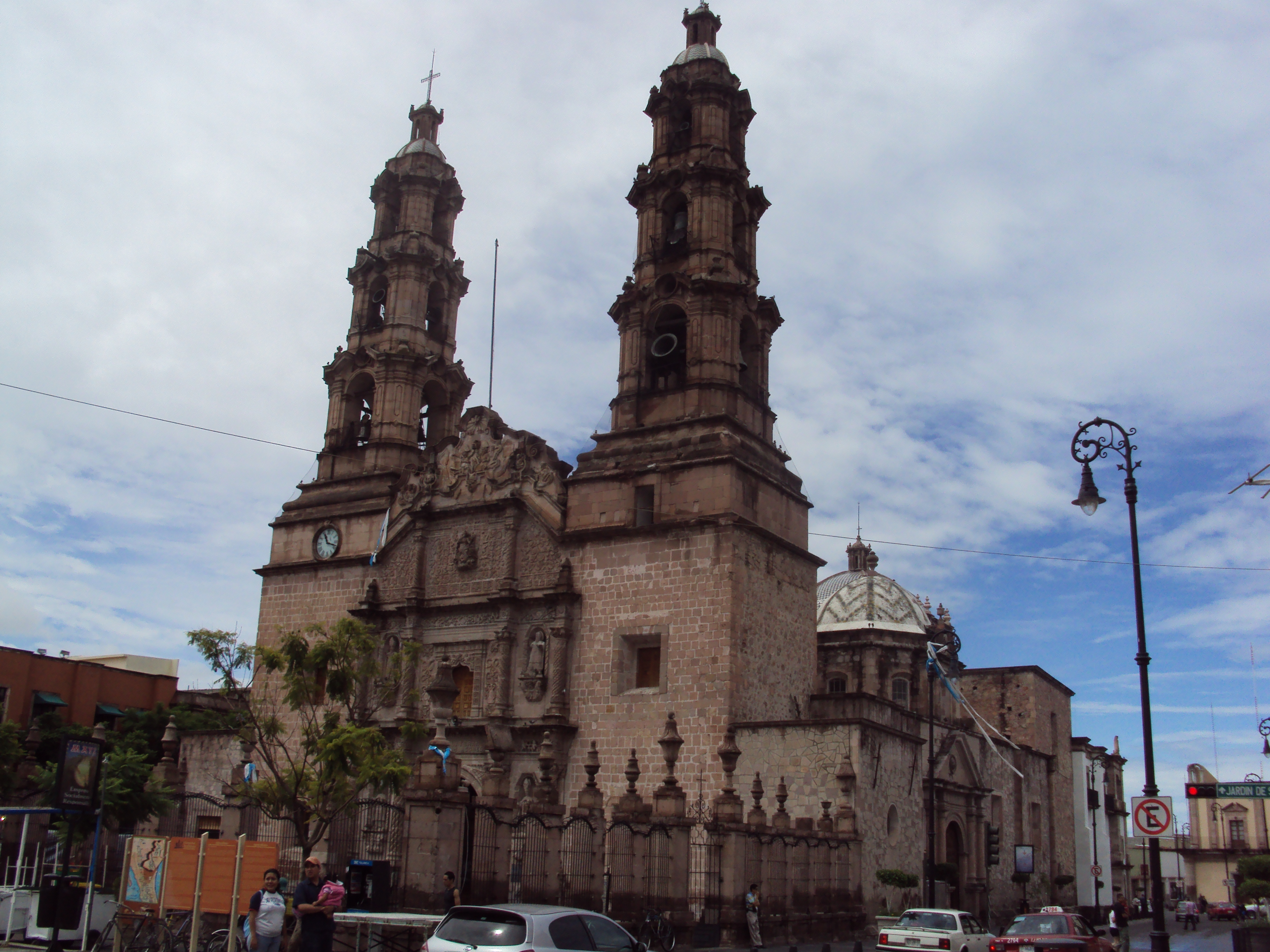
Catedral-Basílica

Outros projetos pelo Refugio Reyes incluem o Hotel Paris, o Hotel francês, e sua obra-prima, a Igreja soberba de San Antonio, considerada uma das igrejas mais bonitas do México. A Igreja de Nossa Senhora de Guadalupe é extraordinária e possui uma exuberante fachada barroca projetada por José de Alcibar, um arquiteto de renome do período considerado para ser um dos artistas mais famosos no México na década em 1770.
O camarim da Imaculada, na igreja de San Diego é considerado pelos historiadores como o último edifício barroco do mundo, que liga o estilo barroco e neoclássico, é o maior dos menos de dez deste tipo de estruturas construídas no todo o continente.
Aguascalientes também é lar de alguns dos principais teatros do país. Destaca-se o Teatro Morelos, historicamente importante pelo seu papel durante a Revolução Mexicana como um local da convenção; a arquitetura do edifício é notável pela sua fachada e interior, que abriga um pequeno museu. O Teatro de Aguascalientes é o principal teatro da cidade e da casa de ópera e está equipado com a tecnologia mais recente.

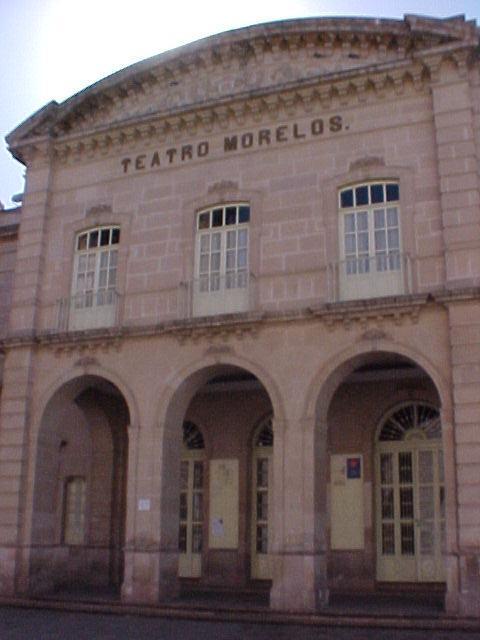
Teatro Morelos

Além disso, na parte moderna da cidade, está o Museu Contemporâneo admirado como um museu interativo de ciência e tecnologia destinadas a proporcionar, com um hands-on experiência de aprendizagem. Também possui uma tela IMAX. O Museu de Arte Contemporânea é o primeiro museu de arte da cidade.
A estrutura gótica de Los Arquitos no centro cultural está acostumado a ser um dos primeiros balneários da cidade, declarado monumento histórico em 1990. O Ojocaliente também é um balneário original ainda em uso hoje, e alimentados com fontes termais. A Estação Área Histórica contém o complexo histórico, que em algum momento em 1884 formaram o maior centro ferroviário e armazéns em toda a América Latina. O complexo está decorada com fontes de dança, uma praça e locomotivas ferroviários e monumentos originais.

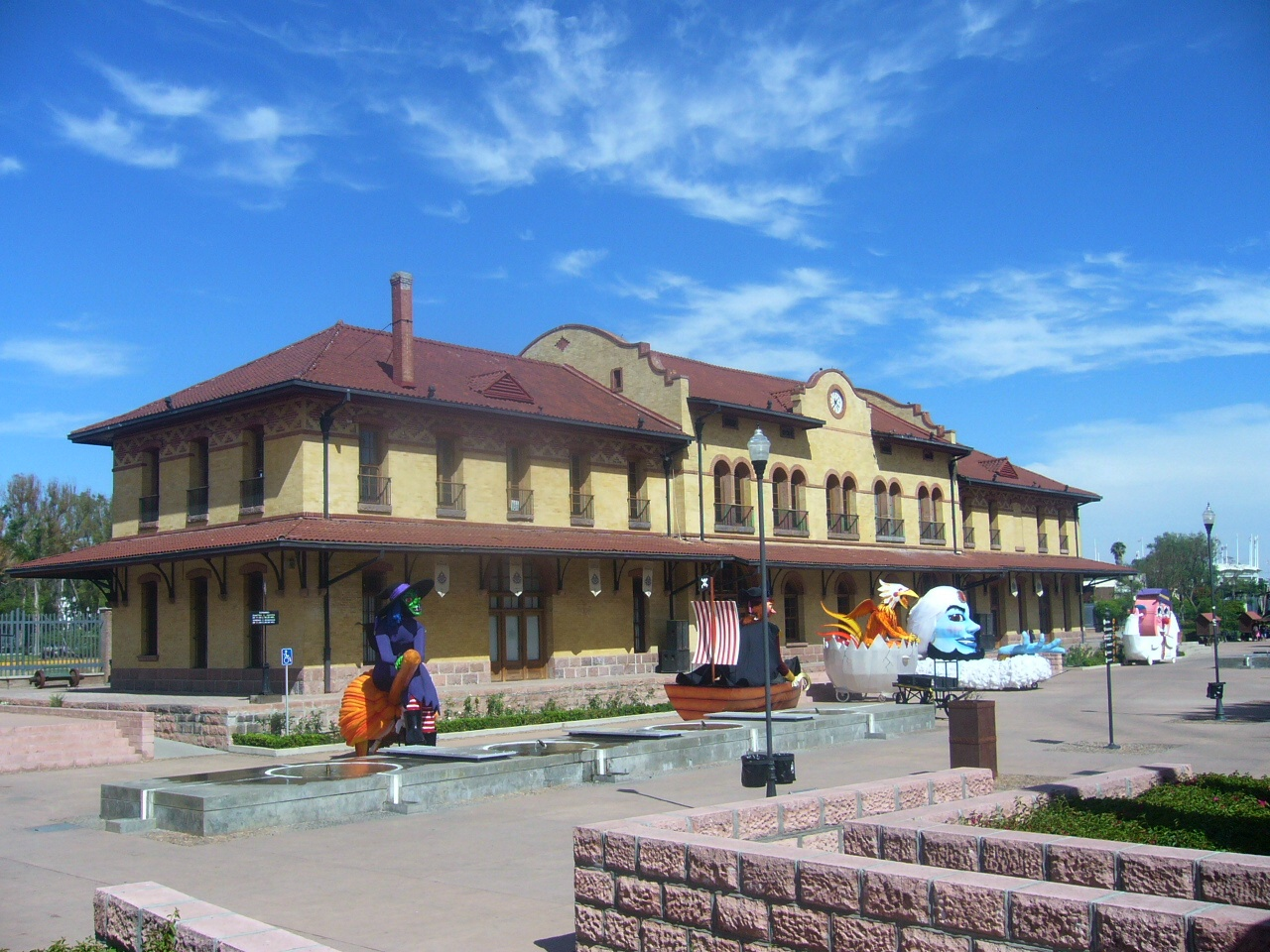
Complexo Ferroviário Tres Centurias

Foi neste complexo que a primeira locomotiva completamente fabricado no México foi feita. Ela simboliza o progresso da cidade e sua transformação a partir do meio rural para uma economia industrial emergente. As fábricas de ferro forneciam com ferrovias e locomotivas a totalidade do México e América Central. A estação de trem também é histórica, devido ao seu estilo incomum (para o México) em estilo arquitetônico inglês. A Avenida Alameda, os hangares de transporte ferroviário, os complexos de fábrica, e sua carcaça envolvente têm sido propostos para ser colocado na lista de Património Mundial da UNESCO.

## Região de Bajío
A cidade de Aguascalientes,é uma das mais bem localizadas e uma das mais importantes Bajío, e algumas pessoas discordam sobre o colocar Aguascalientes nessa região do Bajío, como até mesmo na parte em que a cidade está localizada precipitação anual cai quase pela metade, essa região compreende uma relativa planície no centro do México entre 1 600 e 1 800 metros, ao contrário do Estado de Guanajuato, mas muitos não incluem apenas Aguascalientes, mas a cidade de Zacatecas. A verdade é que em Aguascalientes são aduaneiras particularmente religioso muito semelhantes às de qualquer outra cidade do Bajío, mas também alguns pratos que têm os seus grupos regionais são muito semelhantes. O clima é semelhante em Aguascalientes, as temperaturas são ligeiramente mais frias no inverno e em Zacatecas são ainda mais, chegando por vezes a neve.
Aguascalientes pode ser considerado como o terceiro mais importante pólo industrial, comercial e político do Bajío depois de Léon e Querétaro estás duas últimas cidades são maiores e têm a indústria mais estabelecida, mas León não é a capital do estado de Guanajuato, e Aguascalientes é. O quarto de seu contexto histórico, político e cultural seria a cidade de Zacatecas capital do estado de mesmo nome.

## Hidrocálidosfamosos
- Antonio Acevedo Escobedo, escritor
- José María Bocanegra, presidente
- Francisco Díaz de León, artista
- Gabriel Fernández Ledesma, artista
- Manuel M. Ponce, músico
- José Guadalupe Posada, artista
- Sergio Vallín, guitarrista do grupo Maná
- Rogelio Guerra, ator
- Saturnino Herrán, artista
- Ramón López Velarde, poeta
- Miguel Angel Barberena Vega, político
- Jose Antonio Zapata, jornalista
- Ernesto Alonso, produtor de televisão.
- Yadhira Carrillo, atriz
- Jorge Vargas, ator

## Cidades-irmãs
- San Luis Potosí, México
- Irapuato, México
- Monterrei, México
- Zacatecas, México
- Barquisimeto, Venezuela
- Temple, Estados Unidos
- Fillmore, Estados Unidos
- Lynwood, Estados Unidos
- Chino Valley, Estados Unidos
- Modesto, Estados Unidos
- Ciudad Comercio, Estados Unidos